# Albert IV d'Autriche
Pour les articles homonymes, voir Albert de Habsbourg et Albert IV.
Albert IV de Habsbourg, dit « le Patient » (en allemand : Albrecht der Geduldige), né le 19 septembre 1377 à Vienne et mort le 14 septembre 1404 près de Znojmo (Moravie), est un prince de la maison de Habsbourg, fils du duc Albert III d'Autriche et de Béatrice de Nuremberg. Il est duc d'Autriche de 1395 à sa mort, avec son cousin Guillaume.

## Famille
Il est le seul fils d'Albert III de Habsbourg (1348–1395), duc d'Autriche depuis 1365, et de son épouse Béatrice (1355–1414), fille du burgrave Frédéric V de Nuremberg issue de la maison de Hohenzollern. Par le traité de Neuberg, conclu en 1379, son père et son oncle Léopold III ont partagé les possessions des Habsbourg ; Albert III a conservé le duché d'Autriche, avec la capitale et ville de résidence de Vienne.
En 1381, âgé de 4 ans, Albert IV est fiancée à Jeanne-Sophie de Wittelsbach (1373–1410), fille du duc Albert Ier de Bavière. Les deux pères mettent ainsi fin à des longues querelles. Les fiancés se marient le 24 avril 1390 à Vienne.

## Son règne
Il monte sur le trône du duché d'Autriche le jour de la mort de son père, le 29 août 1395, mais ses droits à la succession sont aussitôt contestés par son cousin Guillaume (1370–1406), qui réclame la couronne en tant qu'aîné de la dynastie en s'appuyant sur les dispositions du Privilegium Maius.

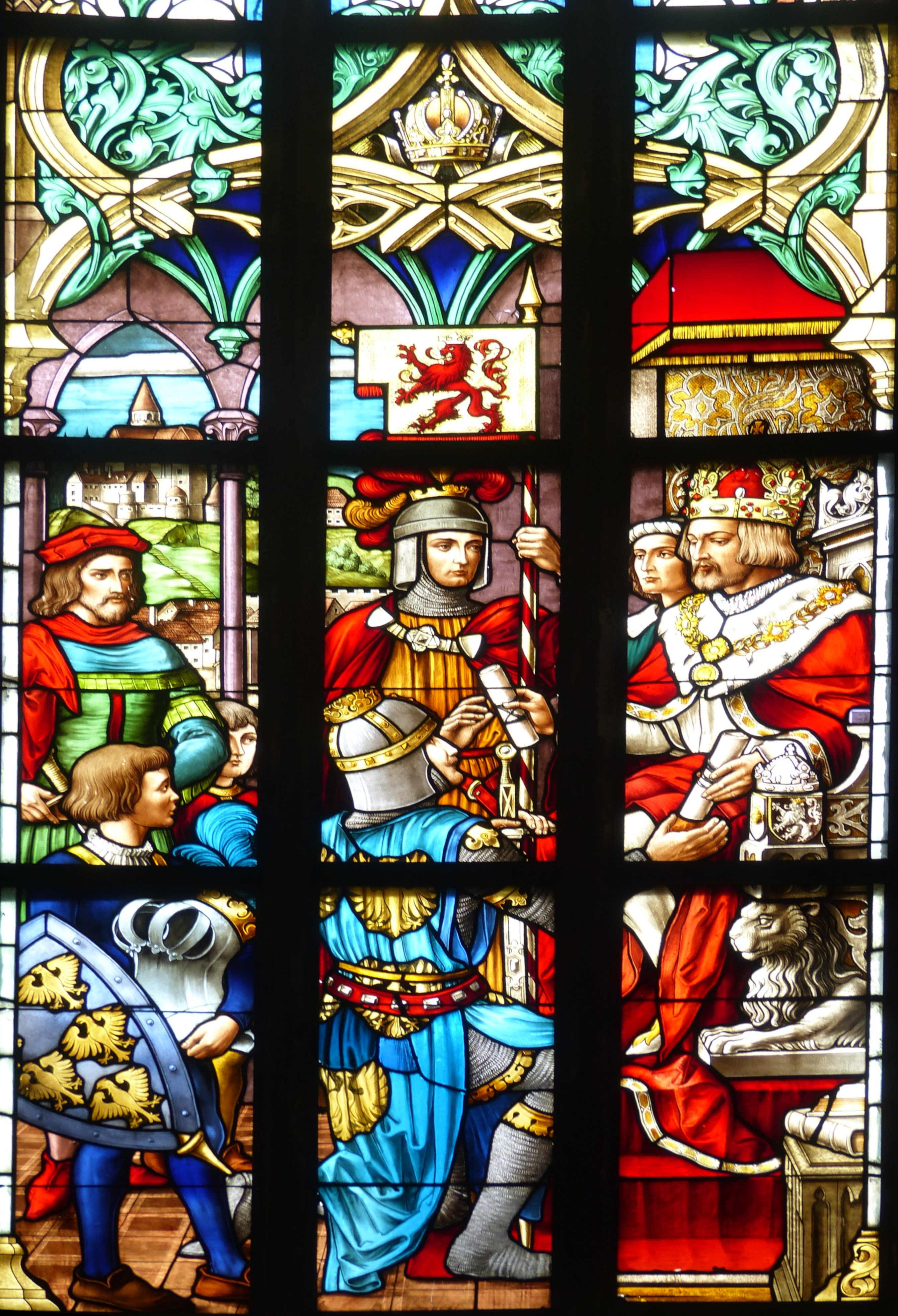
Albert IV et Guillaume sont inféodées de biens autrichiens par le roi Venceslas, vitrail de l'église de Litschau.

Les deux princes signent finalement la paix le 22 novembre 1395 à Hollenburg près de Krems en convenant de régner comme co-princes sur toutes les terres des Habsbourg. Guillaume prend également la succession de son père en tant que régent d’Autriche intérieure (la Styrie, la Carinthie, la Carniole et le Littoral autrichien), et son frère Léopold est reconnu en tant que régent du Tyrol et les domaines de l'Autriche antérieure. Les revenus de la couronne étaient partagés également entre les partis.
Albert IV revient de Terre Sainte au printemps 1396. Il ramène avec lui de l'or et des reliques qui lui valent le surnom de « Merveille du Monde ».
Albert, éloigné des préoccupations politiques, s'en remet très vite à son cousin Guillaume, qui gouverna véritablement. En 1398, il entreprend un nouveau pèlerinage en Terre Sainte et est adoubé chevalier du Saint-Sépulcre à Jérusalem,.
Au cours de la querelle dynastique entre les princes, les souverains de la maison de Luxembourg, le roi Venceslas et son demi-frère cadet Sigismond soutiennent Albert, tout comme ils avaient soutenu son père. En 1398, au cours d'une cérémonie officielle tenue à Litschau, le roi Venceslas assigna les fiefs autrichiens à Albert et Guillaume. Après que les princes-électeurs ont déposé Venceslas de sa charge de roi des Romains en 1400, Albert demeure un allié fidèle des Luxembourg. Plus tard, il soutient le frère cadet Sigismond de Luxembourg qui lui promet la régence sur le royaume de Hongrie.
Albert IV dut lutter contre les grandes compagnies, venues des pays voisins de Bohême et de Moravie, qui pillaient ses terres. Il mourut en août 1404 lors du siège du château de Znojmo (Znaïm), contre les frères Jobst et Procope de Moravie. C'est aussi sous le règne du duc Albert IV que les menaces de conquêtes turques se précisent. Ce nouveau danger, conjugué à la mésentente des princes Habsbourg, favorisa l’influence des chambres souveraines.
Dans la mesure où son fils, Albert II (devenu par la suite le duc Albert V) est encore mineur à sa mort, il y a une régence exercée par le cousin Guillaume de la lignée leopoldine, puis par Léopold et enfin par Ernest.

## Réalisations
Albert ordonne la poursuite de la construction de la tour lanterne de la cathédrale Saint-Étienne de Vienne, commencée sous le règne de son frère Rodolphe.
Albert est réputé pour son habileté manuelle, mais aussi pour sa piété ; il fait de fréquentes retraites à la Chartreuse de Mauerbach .
Sa devise est : Paulatim (petit à petit).

## Mariage et descendance
Il épouse en 1390
Jeanne-Sophie de Bavière, l'une des filles du comte de Hainaut et de Hollande Albert Ier de Hainaut et de sa première épouse, Marguerite de Brzeg. Deux enfants naissent de ce mariage :
- Marguerite (de) (1395-1447), mariée en 1412 au duc Henri de Bavière[4]
- Albert V (1397-1439), duc d'Autriche en 1404, marié en 1421 à Élisabeth de Luxembourg, fille unique de l'empereur Sigismond ; après la mort de son beau-père, il est élu roi des Romains en 1438[4]